# Бангладеш на літніх Олімпійських іграх 2016
Бангладеш був представлений літніх Олімпійських іграх 2016 командою з 7 спортсменів у 5 видах спорту. Жодної медалі олімпійці Бангладеш не завоювали.

## Спортсмени
| Дисципліна      | Чоловіки | Жінки | Разом |
| --------------- | -------- | ----- | ----- |
| Стрільба з лука | 0        | 1     | 1     |
| Гольф           | 1        | 0     | 1     |
| Легка атлетика  | 1        | 1     | 2     |
| Стрільба        | 1        | 0     | 1     |
| Плавання        | 1        | 1     | 2     |
| Разом           | 4        | 3     | 7     |

## Стрільба з лука
Бангладеш отримав запрошення від Тристоронньої комісії й надіслав на Олімпіаду одну лучницю.
| Спортсмени | Дисципліна                     | Попередній раунд | Попередній раунд | Раунд 1/64                  | Раунд 1/32         | Раунд 1/16         | Чвертьфінали       | Півфінали          | Фінал / BM         | Фінал / BM       |
| Спортсмени | Дисципліна                     | Результат        | Місце            | Суперник Результат          | Суперник Результат | Суперник Результат | Суперник Результат | Суперник Результат | Суперник Результат | Місце            |
| ---------- | ------------------------------ | ---------------- | ---------------- | --------------------------- | ------------------ | ------------------ | ------------------ | ------------------ | ------------------ | ---------------- |
| Шамолі Раї | індивідуальна першість (жінки) | 600              | 53               | Габріела Баярдо (MEX) L 0–6 | Завершила виступ   | Завершила виступ   | Завершила виступ   | Завершила виступ   | Завершила виступ   | Завершила виступ |

## Легка атлетика
Бангладеш отримав гарантовані місця від IAAF і надіслав на Олімпіаду двох легкоатлетів (по одному кожної статі).
Легенда
- Примітка – для трекових дисциплін місце вказане лише для забігу, в якому взяв участь спортсмен
- Q = пройшов у наступне коло напряму
- q = пройшов у наступне коло за добором (для трекових дисциплін - найшвидші часи серед тих, хто не пройшов напряму; для технічних дисциплін - увійшов до визначеної кількості фіналістів за місцем якщо напряму пройшло менше спортсменів, ніж визначена кількість)
- NR = Національний рекорд
- N/A = Коло відсутнє у цій дисципліні
- Bye = спортсменові не потрібно змагатися у цьому колі

Трекові і шосейні дисципліни
| Спортсмени   | Дисципліна                   | Попередній забіг | Попередній забіг | Чвертьфінал      | Чвертьфінал      | Півфінал         | Півфінал         | Фінал            | Фінал            |
| Спортсмени   | Дисципліна                   | Час              | Місце            | Час              | Місце            | Час              | Місце            | Час              | Місце            |
| ------------ | ---------------------------- | ---------------- | ---------------- | ---------------- | ---------------- | ---------------- | ---------------- | ---------------- | ---------------- |
| Масбах Ахмед | біг на 100 метрів (чоловіки) | 11.34            | 4                | Завершив виступ  | Завершив виступ  | Завершив виступ  | Завершив виступ  | Завершив виступ  | Завершив виступ  |
| Шірін Актер  | біг на 100 метрів (жінки)    | 12.99            | 5                | Завершила виступ | Завершила виступ | Завершила виступ | Завершила виступ | Завершила виступ | Завершила виступ |

## Гольф
Бангладеш надіслав одного гольфіста на Олімпійські ігри. Сіддікур Рахман (№ 308 в світовому рейтингу) кваліфікувався напряму до числа 60 спортсменів, які проходили за рейтингом станом на 11 липня 2016. Рахман став першим спортсменом Бангладешу, який зміг кваліфікуватися на Олімпійські ігри власними силами, а не завдяки вайлдкард, Тристоронній комісії або гарантованим місцям.
| Спортсмени      | Дисципліна | Раунд 1   | Раунд 2   | Раунд 3   | Раунд 4   | Загалом   | Загалом | Загалом |
| Спортсмени      | Дисципліна | Результат | Результат | Результат | Результат | Результат | Пар     | Місце   |
| --------------- | ---------- | --------- | --------- | --------- | --------- | --------- | ------- | ------- |
| Сіддікур Рахман | Чоловіки   | 75        | 70        | 75        | 75        | 295       | +11     | 58      |

## Стрільба
Бангладеш отримав запрошення від Тристоронньої комісії на участь одного стрільця у стрільбі з пневматичної гвинтівки з відстані 10 метрів.
| Спортсмен         | Дисципліна                                  | Кваліфікація | Кваліфікація | Фінал           | Фінал           |
| Спортсмен         | Дисципліна                                  | Очки         | Місце        | Очки            | Місце           |
| ----------------- | ------------------------------------------- | ------------ | ------------ | --------------- | --------------- |
| Абдулла Хель Бакі | пневматична гвинтівка, 10 метрів (чоловіки) | 621.2        | 25           | Завершив виступ | Завершив виступ |

Пояснення до кваліфікації: Q = Пройшов у наступне коло; q = Кваліфікувався щоб змагатись за бронзову медаль

## Плавання
Бангладеш отримав гарантовані місця від FINA на участь в Олімпійських іграх двох плавців (по одному кожної статі).
| Спортсмен             | Дисципліна                          | Попередній заплив | Попередній заплив | Півфінал         | Півфінал         | Фінал            | Фінал            |
| Спортсмен             | Дисципліна                          | Час               | Місце             | Час              | Місце            | Час              | Місце            |
| --------------------- | ----------------------------------- | ----------------- | ----------------- | ---------------- | ---------------- | ---------------- | ---------------- |
| Манфізур Рахман Сагор | 50 метрів вільним стилем (чоловіки) | 23.92             | 54                | Завершив виступ  | Завершив виступ  | Завершив виступ  | Завершив виступ  |
| Соня Актар            | 50 метрів вільним стилем (жінки)    | 29.99             | 69                | Завершила виступ | Завершила виступ | Завершила виступ | Завершила виступ |